# Gonzalo Escalante
Gonzalo Escalante, né le 27 mars 1993 à Bella Vista dans la province de Buenos Aires en Argentine, est un footballeur argentin, qui évolue au poste de milieu de terrain à Cádiz CF.

## Biographie
Le 11 janvier 2016, Escalante rejoint de manière permanente la SD Eibar.
Le 13 janvier 2020, Escalante et la Lazio Rome concluent un accord pour le transfert du joueur à l'été 2020 qui signe un contrat de quatre ans.